# Balkanostenasellus rumelicus
Balkanostenasellus rumelicus är en kräftdjursart som först beskrevs av Cvetkov 1967.  Balkanostenasellus rumelicus ingår i släktet Balkanostenasellus och familjen Stenasellidae. Inga underarter finns listade i Catalogue of Life.